# Кондат ан Комбрај
Кондат ан Комбрај (фр. Condat-en-Combraille) насеље је и општина у централној Француској у региону Оверња, у департману Пиј де Дом која припада префектури Риом.
По подацима из 2011. године у општини је живело 472 становника, а густина насељености је износила 10,32 становника/km². Општина се простире на површини од 45,74 km². Налази се на средњој надморској висини од 740 метара (максималној 772 m, а минималној 620 m).

## Демографија
| 1962. | 1968. | 1975. | 1982. | 1990. | 1999. | 2011. |
| ----- | ----- | ----- | ----- | ----- | ----- | ----- |
| 667   | 686   | 647   | 608   | 593   | 520   | 472   |

График промене броја становника у току последњих година